# Trasvía
Trasvía es una entidad de población , o localidad, del municipio de Comillas (Cantabria, España). En el año 2013 contaba con una población de 180 habitantes (INE). La localidad está ubicada a 60 m s. n. m., y a 2 kilómetros de la capital municipal. De esta localidad destaca su iglesia parroquial, del siglo XVIII, con torre.
- Datos: Q6151893